# Algarve Sharks 2015-2016
Questa voce raccoglie le informazioni riguardanti gli Algarve Sharks nelle competizioni ufficiali della stagione 2015-16. 

## VII Liga Portuguesa de Futebol Americano

### Regular season
| Faro 28 novembre 2015, ore 18:00 2ª giornata fase 1 | Algarve Sharks | 32 – 19 | Crusaders CFA |  |

| Alcabideche 13 dicembre 2015, ore 15:00 4ª giornata fase 1 | Crusaders CFA | 54 – 43 | Algarve Sharks |  |

| Faro 20 dicembre 2015, ore 15:00 5ª giornata fase 1 | Algarve Sharks | 13 – 19 | Lisboa Navigators |  |

| Faro 16 gennaio 2016, ore 18:00 7ª giornata fase 1 | Algarve Sharks | 29 – 48 | Lisboa Devils |  |

| Lisbona 31 gennaio 2016, ore 15:00 9ª giornata fase 1 | Lisboa Navigators | 36 – 66 | Algarve Sharks |  |

| Lisbona 13 febbraio 2016, ore 17:30 11ª giornata fase 1 | Lisboa Devils | 48 – 16 | Algarve Sharks |  |

| Braga 27 febbraio 2016, ore 17:00 1º turno fase 2 | Braga Warriors | 0 – 8 | Algarve Sharks |  |

| Faro 12 marzo 2016, ore 19:00 3º turno fase 2 | Algarve Sharks | 40 – 19 | Porto Mutts |  |

### Playoff
| 27 marzo 2016 Wild Card | Algarve Sharks | 28 – 8 | Lisboa Navigators |  |

| 9 aprile 2016, ore 16:00 Semifinale | Porto Mutts | 0 – 2 (d.g.s.) | Algarve Sharks |  |

| Maia 30 aprile 2016 VII Final LPFA | Lisboa Devils | 28 – 26 | Algarve Sharks | Estádio Prof. Dr. José Vieira de Carvalho |

## Statistiche di squadra
| Competizione | %Vittorie | In casa | In casa | In casa | In casa | In casa | In casa | In trasferta | In trasferta | In trasferta | In trasferta | In trasferta | In trasferta | Totale | Totale | Totale | Totale | Totale | Totale |
| Competizione | %Vittorie | G       | V       | N       | P       | Pf      | Ps      | G            | V            | N            | P            | Pf           | Ps           | G      | V      | N      | P      | Pf     | Ps     |
| ------------ | --------- | ------- | ------- | ------- | ------- | ------- | ------- | ------------ | ------------ | ------------ | ------------ | ------------ | ------------ | ------ | ------ | ------ | ------ | ------ | ------ |
| Campionato   | .500      | 4       | 2       | 0       | 2       | 114     | 105     | 4            | 2            | 0            | 2            | 133          | 138          | 8      | 4      | 0      | 4      | 247    | 243    |
| Playoff      | .667      | 1       | 1       | 0       | 0       | 28      | 8       | 2            | 1            | 0            | 1            | 28           | 28           | 3      | 2      | 0      | 1      | 56     | 36     |
| Totale       | .545      | 5       | 3       | 0       | 2       | 142     | 113     | 6            | 3            | 0            | 3            | 161          | 166          | 11     | 6      | 0      | 5      | 303    | 279    |